# Aeropuerto de Puerto Barrios
El Aeropuerto De Puerto Barrios (IATA: PBR, OACI: MGPB)  es el tercer aeropuerto más grande de Guatemala y sirve a la ciudad guatemalteca de Puerto Barrios, el puerto de Santo Tomás de Castilla y el Caribe guatemalteco. Es operado y administrado por la DGAC (Dirección General de Aeronáutica Civil de Guatemala).

## General
El Aeropuerto de Puerto Barrios está ubicado en la parte norte de la ciudad de Puerto Barrios, cerca de la orilla de la Bahía de Amatique. Con una pista de 2680 metros de longitud en dirección 12/30 es una de las más grandes del país, solamente superado por el Aeropuerto Internacional La Aurora y el Aeropuerto Internacional Mundo Maya.

## Historia
En la década de 1920 y 1930 la primera pista asfaltada fue construida por el Gobierno de los Estados Unidos durante la Segunda Guerra Mundial por razones estratégicas. Más tarde fue utilizado por la Fuerza Aérea de Guatemala, conocida bajo el nombre de "Base Aérea de Izabal". En 2002, el aeropuerto estaba equipado con VOR / DME, con la ayuda de COCESNA, la Corporación Centroamericana de Navegación Aérea. Situado cerca del puerto de Santo Tomás de Castilla.
El aeropuerto es de especial interés para los operadores de cruceros, que transportan pasajeros a importantes atracciones en todo el país por medio de vuelos chárter. Adicionalmente TAG Airlines opera vuelos comerciales diariamente hacia el Aeropuerto Internacional La Aurora, en la Ciudad de Guatemala.

## Aerolíneas y destinos

### Destinos nacionales
| Ciudades            | Nombre del aeropuerto              | Aerolíneas   |           |           |           |
| Guatemala           | Guatemala                          | Guatemala    | Guatemala | Guatemala | Guatemala |
| ------------------- | ---------------------------------- | ------------ | --------- | --------- | --------- |
| Guatemala           |                                    |              |           |           |           |
| Ciudad de Guatemala | Aeropuerto Internacional La Aurora | TAG Airlines |           |           |           |

Se brinda servicio a 1 ciudad dentro del país a cargo de 1 aerolínea.
| Ciudad de Guatemala (GUA) | • |   | 1 |
| Total                     | 1 | 0 | 1 |

## Estadísticas de Tráfico
| 2017 | 3,134 | 12,790 | Sin cambios |
| 2018 | 3,140 | 16,861 | 31.82%      |
| 2019 | N/D   | 18,076 | 7.20%       |
| 2020 | 1,741 | 9,490  | 47.5%       |
| 2022 | 3,085 | 17,140 | 80.61%      |
| 2023 | 2,670 | 18,187 | 5.75%       |

## Incidentes aéreos
- El 24 de mayo de 1956, un Douglas C-47 en un vuelo regular de Aviateca se estrelló en Panzós después de despegar de PBR. Murieron 30 ocupantes.[4]
- El 15 de noviembre de 1960 un Beechcraft AT-11 de la Fuerza Aérea Guatemalteca realizó un aterrizaje de barriga después de un fallo mecánico en un vuelo nocturno.[5]
- El 28 de abril de 2007 un Cessna 210 (TG-MAP) se estrella en un vuelo privado entre Puerto Barrios y San Pedro Sula, matando al piloto.[6]
- El 23 de junio de 2010 se estrelló una aeronave Piper PA-31 Navajo a 500 metros de la pista de aterrizaje con saldo de dos muertos[7]

## Galería

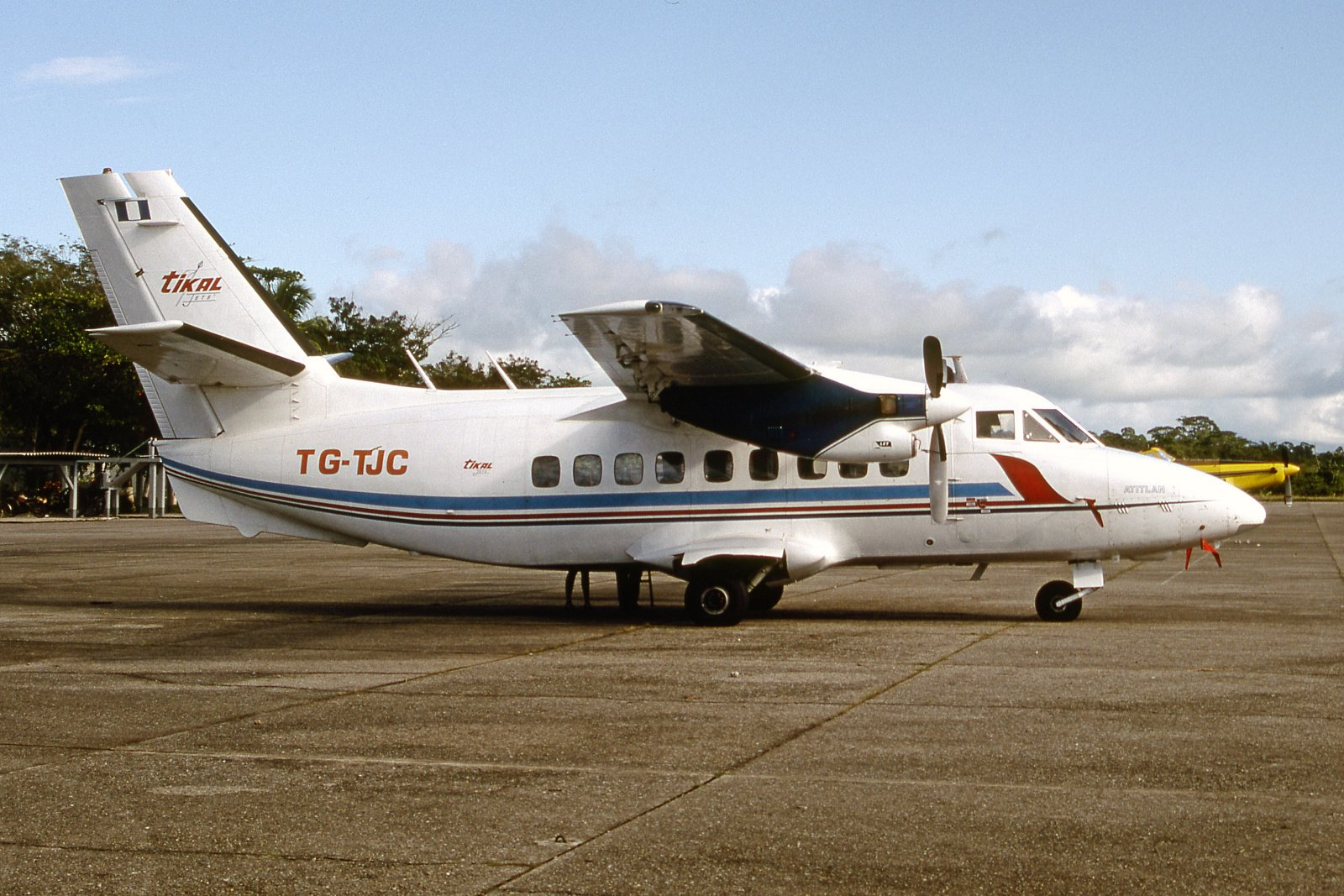
Let L-410 Turbolet de Tikal Jets Airlines en 1993.
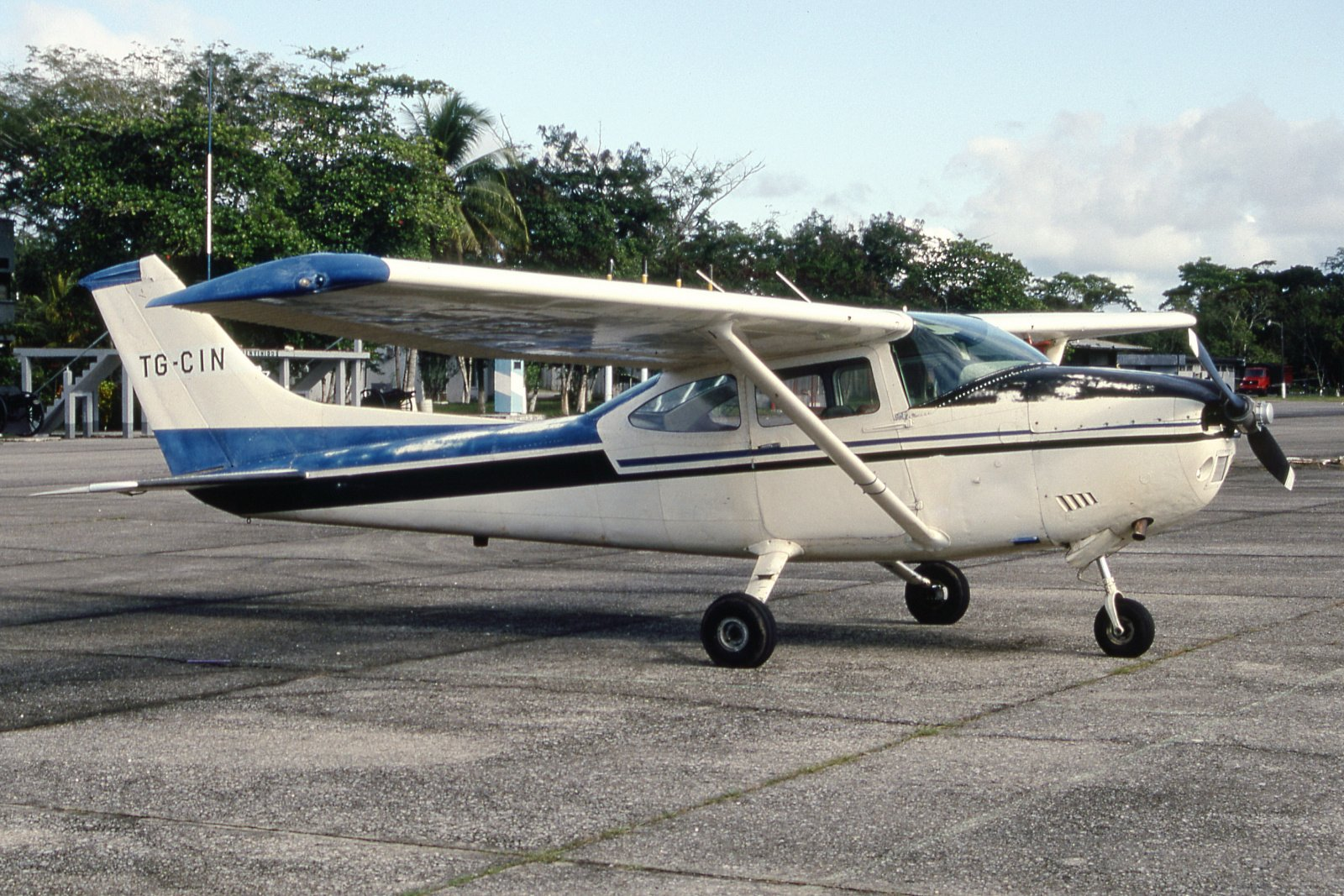
Cessna 172 en el aeropuerto.